# Them Was the Happy Days!
Them Was the Happy Days! er en amerikansk stumfilm fra 1916 af Hal Roach.

## Medvirkende
- Harold Lloyd som Luke.
- Snub Pollard.
- Bebe Daniels.
- Dee Lampton som Fatty.